# Octopoma connatum
Octopoma connatum är en isörtsväxtart som först beskrevs av L. Bol., och fick sitt nu gällande namn av L. Bol. Octopoma connatum ingår i släktet Octopoma och familjen isörtsväxter. Inga underarter finns listade i Catalogue of Life.